# Euphyia diffusa
Euphyia diffusa är en fjärilsart som beskrevs av Andreas Bergmann 1955. Euphyia diffusa ingår i släktet Euphyia och familjen mätare. Inga underarter finns listade i Catalogue of Life.